# La Reine des rebelles
Pour plus de détails, voir Fiche technique et Distribution.
La Reine des rebelles (Belle Starr ou Belle Starr, the Bandit Queen) est un film américain de Irving Cummings sorti en 1941.

## Synopsis
A la fin de la guerre de sécession, Belle Shirley retrouve son frère Ed et compte continuer le combat du sud dont elle fait partie. Elle défend Joe Starr un rebelle qui ne se défend pas devant le major Grail, yankee, ami de son frère d'avant la guerre qui souhaite retrouver l'amour de Belle. D'ailleurs Ed l'invite à diner dans leur riche propriété mais c'est à ce moment que surgit Joe Starr qui a eu vent des dires de Belle à son sujet. Elle n'est pas réticente à lui parler. Un voleur de chevaux qui à déjà eu affaire à Belle dans le passé prévient l'armée et le capitaine Starr doit partir mais est blessé. Son fidèle lieutenant blue dock le ramène chez Belle qui tente de tout faire pour le protéger avec l'arrivée du major. Mais non seulement celui-ci arrête le rebelle mais aussi Ed avant de brûler la maison de Belle.
Folle de rage elle veut se venger et mener le combat du sud et pour cela rejoint les rebelles. Elle organise l'évasion du capitaine et de son frère qui préfère retourner en ville tandis que sa sœur rejoint définitivement les rangs de Joe starr. Ensemble ils partent à la reconquête du missouri en chassant les nordistes avant de se marier en étant devenus les chefs de la rébellion dont la tête est mise à prix.
Un jour les frères Coole assassins de renom rejoignent leurs rangs. Le capitaine part en expédition avec eux sans Belle. Alors que son mari n'est pas encore rentré, Belle reçoit la visite de son frère qui la prévient des agissements de ces expéditions qui volent et tuent sous l'impulsion des nouvelles recrues par qui il est impitoyablement abattu sans que sa sœur ne s'en rende compte. Dans son chagrin elle apprend de son mari qu'il a bien fait ce genre d'actions et lorsqu'elle lui propose de partir au Texas celui-ci refuse, voulant mener à bien une dernière mission consistant à kidnapper un gouverneur. Voyant leurs conceptions différer elle lui rend sa bague et s'enfuit. Elle compte se rendre et pour le protéger le dénoncer aux nordistes mais elle apprend de sa nourrice que c'est un piège pour le capitaine. Belle court le prévenir en disant à sa nourrice qu'elle l'aimera toujours malgré ce qu'il a fait mais est abattue dans son élan par le voleur de chevaux voulant la récompense. Le capitaine revient en arrière car il croit que c'est blue dock qui a tiré pour le prévenir. Devant l'assassin, il renie que ce corps soit celui de sa femme pour que le voleur ne touche pas l'argent et le major le laisse faire, chagriné par la mort de celle qu'il a toujours aimé. Le capitaine lui remet sa bague avant d'entendre des esclaves disant que c'est une légende et qu'elle n'est pas morte, comme un renard.

## Fiche technique
- Titre : La Reine des rebelles
- Titre original : Belle Starr ou Belle Starr, the Bandit Queen
- Réalisation : Irving Cummings
- Production : Kenneth Macgowan
- Société de production : Twentieth Century Fox
- Scénario : Lamar Trotti d'après une histoire de Niven Busch et Cameron Rogers
- Musique : Alfred Newman
- Photographie : Ernest Palmer et Ray Rennahan
- Direction artistique : Richard Day et Nathan Juran
- Décorateur de plateau : Thomas Little
- Costumes : Travis Banton et Sam Benson
- Montage : Robert L. Simpson
- Pays d'origine : États-Unis
- Langue : anglais
- Format : Couleur Technicolor - Son : Mono (Western Electric Mirrophonic Recording)
- Genre : Western
- Durée : 87 minutes
- Date de sortie : 
  - États-Unis :5 septembre 1941

## Distribution
- Randolph Scott : Sam Starr
- Gene Tierney : Belle Shirley puis Belle Starr
- Dana Andrews : Major Thomas Grail
- Shepperd Strudwick : Ed Shirley
- Elizabeth Patterson : Sarah
- Chill Wills : Blue Duck
- Louise Beavers : Mammy Lou
- Olin Howland : Jasper Tench
- Paul E. Burns : Sergent
- Joe Sawyer : John Cole
- Joe Downing : Jim Cole
- Howard C. Hickman : Colonel Thornton
- Charles Trowbridge : Colonel Bright
- James Flavin : Sergent
- Charles Middleton : Un profiteur
- Mae Marsh: La femme du prêcheur
- George Reed : Le vieux Jake
- Adrian Morris : l'ordonnance du major Grail
- Clinton Rosemond : l'homme sur un banc
- Davison Clark : un barman